# Izolacja rejonu działań bojowych
Izolacja rejonu działań bojowych – przedsięwzięcia mające na celu niedopuszczenie do rejonu działań bojowych odwodów przeciwnika oraz dowozu przez niego środków materiałowych i technicznych z głębi kraju lub z innych odcinków frontu, przez tworzenie barier jądrowych, niszczenie węzłów komunikacyjnych i mostów, blokowanie cieśnin i przejść górskich (wąwozów) urządzenie zapór inżynieryjnych na tyłach nieprzyjaciela, a także wykonanie uderzeń na jego wojska w rejonach koncentracji w czasie przemieszczania jednostek rakietowych, punktów dowodzenia (stanowisk kierowania) rejonów przechowywania zapasów (rezerw) środków materiałowo-technicznych.